# Sclerocona acutella
Sclerocona là một chi bướm đêm thuộc họ Crambidae. Chi này chỉ gồm một loài Sclerocona acutella.